# لوتي نو أوموتشا
لوتي نو اوموتشا! (باليابانية :"ロッテのおもちゃ! ينطق باليابانية روتو نو اوموتشا!، يترجم بالعربية :"لعبة لوتي!") هي عبارة عن سلسلة مانجا يابانية من تأليف المانغاكا يوي هاجا تتحدث القصة عن انه بينما كان يبحث عن عمل، ناويا أخذ من قبل فتاة غامضة إلى ارض سحرية مليئة بالنساء فقط وأميرتهم لوت، والتي قد أصبحت تخاف من الرجال منذ طفولتها بسبب حادثة حصلت لها، عندما يعلو ناويا أن لوت حقا وحيدة تماماً يقرر البقاء في عالمها ان استطاع أن يحضر ابنته أسوها معه. بدأت السلسلة لوتو نو اوموشا! بدأت سلسلة في مجلة دينجيكي ماوه الشهرية Dengeki Maoh لأول مرة في شهر يوليو من عام 2007 وتم إعادة نشرها لاحقًا في 9 مجلدات تانكوبون بواسطة شركة ASCII Media Works صاحبة الامتياز لنشر المانغا في جميع انحاء اليابان. في عام 2011، تم تحويل سلسلة المانجا إلي مسلسل أنيمي تلفيزيوني تحت عنوان استاروتي نو أوموتشا! (باليابانية : アスタロッテのおもちゃ!، تترجم بالعربية "لعبة استاروتي!") من إنتاج استديوهات ديوميديا تحت إشراف فوميتوشي اويزاكي Fumitoshi Oizaki والتي تم بثها في الفترة من أبريل 2011 حتي يونيو 2011.

## القصة
في العالم الخيالي في القرون الوسطى في آلفهايمير(«أرض الإلف» وتسمى أيضا ليوسالفهايم بمعنى «أرض النور»، هو أحد العوالم التسع وموطن إلف النور في الميثولوجيا النوردية)، السعلوة أو الأميرة أستاروتي اميرة ارض يجفار وهي الأميرة الأولى للمملكة ارض يجفار \ يجفارلاند (باليابانية ユグヴァルランド تنطق باليابانية : يوجوفاروراندو) ، قد وصلت لسن الـ 10 سنوات من العمر.و سن الـ 10 سنوات هو سن خاص لذعرة الشباب، كما هو الحال عندما يتوقع منهم تقليديا لتشكيل الذكور الهريم.
من أجل الحفاظ على أجسادهم والحفاظ على مظهرهم الجميل، يجب علي السعلوات تستهلكن الذين وصلوا لسن البلوغ جوهر الذكور (السائل المنوي)، على غرار ما يقوم به مصاص الدماء فيجب أن عليه ان يمتص الدم ليعيش. في البداية، تكون مجرد قبلة كافية بالغرض، ولكن عندما تنضج السعلوة تضطر السعلوات الصغار البالغين، فإنها في النهاية تحتاج إلى استهلاك سائل يسمى الساريفريما "sáryfryma"، المعروف باسم السائل المنوي، للحفاظ على أنفسهم. تضمن الهريم الذي تشكله إمدادات ثابتة وآمنة للسائل.
ومع ذلك، فإن الأميرة استاروتي تحمل ضغينة كبيرة تجاه كل الرجال، وتوافق فقط على إنشاء الهريم إذا كان هناك بشر يريدون ان ينضموا لها، حيث يقال إن البشر قد انقرضوا. ومع ذلك، فإن أتباعها تمكنوا من العثور على ذكر بشري يدعى نويا توهارا والذي عرف أن استاروتي حقا وحيدة تماماً لذلك يقرر البقاء في عالمها واستطاع أن يحضر ابنته أسوها معه. ليكون جزءًا من هريم استاروتي.

## الشخصيات

### الشخصيات الرئيسية
أستروتي "لوتي" يغفار (باليابانية : アスタロッテ・ユグヴァール ينطق باليابانية: أسوتاروتي "روتي" يوغوفالو)
أداء صوتي: ريي كوغيميا
تعد أستروتي بطلة الرواية من السلسلة وهي عبارة عن سعلوة تبلغ من العمر 10 سنوات فقط، تم إخبار أستاروتي علي أنها بحاجة إلى البدء في بناء الهريم الخاص بها لأنها عندما تنضج تمامًا، سيحتاج جسمها إلى إمداد منتظم بالسائل المنوي لمنعه من ان يصاب بالهزال، مثل مصاص الدماء الذي يتطلب الكثير من الدماء ليعيش.و لسوء الحظ، أدت الظروف التي تنطوي على أعضاء هريم والدتها لتطوير كراهية شرسة والاشمئزاز تجاه جميع الرجال. هذا أبعد ما يكون عن كونها انتقلت من القصر الرئيسي إلى منزلها الحالي ووظفت الإناث فقط باستثناء أولاف، الذي تسمح له بأن يعيش معها في منزلها الحالي لأنه كبير السن. إنها تأتي بخطة لتجنب المهمة تمامًا: فهي تطلب من ذكر بشري أن يكون العضو الأول في هريمها، معتقدًا أنها مهمة مستحيلة لأن البشر لم يعدوا موجودين في الفهايمر. كبير مستشاريها يثابر ويسافر إلى العالم البشري عبر الإغدراسيل Yggdrasill وهي شجرة العالم التي تربط جميع العوالم والتي كانت نائمة منذ سنوات. هناك يجد المرشح مناسبة ويقوم بأحضره إلى الفهايمير، مع ابنته. بعد أن رفضته في البداية، أصبحت استروتي مولعة بـ ناويا الإنسان البشري، على الرغم من أنها غالبًا ما تشعر بالإحباط بسبب المواقف التي ينتهي بها الأمر. في بعض الأحيان، تعاني من مشكلات بسبب عدم تطورها بعد بسبب كونها تتفتح في وقت متأخر بينما تكون والدتها حكيمة للغاية. في المانجا، يُلمح إلى أنها قد لا تتطور أبدًا مثل والدتها بسبب الجينات المتنحية من التي ورثتها عن الأسلاف فهي ما زالت تبدو كفتاة متخلفة على الرغم من عمرها عدة عقود مع ذلك تبدو طفلة. في نهاية الأنيمي، أدركت أستروتي بانها بالفعل تحب ناويا، بينما في نهاية المانغا، تزوجت هي وناويا.
لم تكن لدي أستروتي في البداية فكرة أن ابنة نويا، وصديقتها الحميمة، أسوها، هي في الواقع أختها غير الشقيقة آزوهاريت، على الرغم من أنها كانت ستتعلم لاحقًا الحقيقة التي أغضبتها فقط لان الجميع ابقي الامر سراً عنها بينما كان الجميع يعلمون أنها ستعرف ذلك سواء عاجلاً ام اجلاً. وقامت بمسامحتهم لاحقا. يذكر أن والد أستاروتي توفي بسبب مرض. والدتها ميرسيليدا يجفار هي التي تعيش وتحكم البلاد من القصر الرئيسي.
ناويا توهارا ( باليابانية : 塔原 直哉 ينطق باليابانية : توهارا ناويا )
أداء صوتي: رينا ساتو
هو بطل السلسلة. عندما تنشطت شجرة الإغدراسيل Yggdrasill ، شجرة العالم سمحت لوتي لواحد من عبيدها بالذهاب إلي عالم البشر، وقامت الشجرة بنقله هو وناويا مرة أخرى إلى عالم الفهايمر لكي يصبح ناويا أول عضو من هريم لوتي الخاص. ناويا قابل ام لوتي قبل ما يقرب من عشر سنوات عندما كان في سن الـ12 أو 13 وثم مرة أخرى بعد ثلاث سنوات عندما جلب اسوها Asuha ابنته للعيش معه. ناويا عموما يقاوم أي علامات اعجاب نحو الهريم الغريبين اللائي تحيطن به، يعرف ناويا بأن استروتي Astarotte تحتاج لدعم العاطفي أكثر من أنها تحتاج إلى العلاقات الجنسية واضطر إلى ذكر العلاقة التي تربطه بها. بعد ذلك تنمو لاسوها Asuha أجنحة ناويا اضطر أن يقول الحقيقة للوتي حول نسب اسوها Asuha والفتاتين هن في الواقع أختين غير شقيقتين. جوديت تعتقد أن ناويا قد يكون جزءا من هذا الكابوس، والذي قد يكون السبب في تفعيل شجرة الإغدراسيل Yggdrasill الشجرة الوصلة إلى العالم البشري كرد فعل بعد أن ظلت خامدة لفترة طويلة. على ما يبدو ان ناويا قد هرب حتى انها لم يلتق بعائلته، وذلك بعد وفاة والديه قبل 3 سنوات في وقت لاحق انه كان وحيدا يعاني من الاكتئاب العميق. أصبح سعيدا مرة أخرى بعد أن التقى ابنته بعد الجنازة. في نهاية أنيمي، اضطر إلى أنه يدرك مشاعره الحقيقية تجاه لوتي، بينما في نهاية المانجا هو ولوتي قد تزوجا.
اسوها توهارا (باليابانية 塔原 明日葉 ينطق باليابانية : توهارا اسوها) أو ازوهاريت يغفار (باليابانية : アスハリート・ユグヴァール  تنطق باليابانية : اسوهاريتو يوجوفالو)
أداء صوتي: يوكاري تامورا
هي فتاة تبلغ عمرها 10 سنوات، مثل لوتي. وهي الطفلة التي ولدت من علاقة بين ناويا والاميرة ميرسيليدا Mercelída ، عندما فر الأخير من الفهايمر لبعض الوقت. وإنها، في الواقع، هي «الأميرة الميتة» المشهورة «ازوهاريت Asuhariet»، وكما اتضح انها أخت استروتي Astarotte غير الشقيقة الأكبر سناً (هم في نفس العمر لأن حالات الحمل للسعلوة للحمل أقصر من الحمل البشري بأربعة أشهر). إن السبب ان امها ميرسيليد تركتها لابيها نوايا بعد 3 سنوات (مع العلم أنها قد لا ترى ابنتها أبدًا مرة أخرى) يعني أن تكون محاولة لمنع بناتها من الوقوع في صراع على العرش، خوفًا من أن مثل هذا الصراع لن يتسبب إلا إلى جلب الألم لكليهما. فتعد اسوها فتاة نشطة، وتصادق بسرعة مع لوتي والفتيات الأخريات في المدرسة. كجزء من تراثها الحميم، لديها كراهية لارتداء الملابس الداخلية، والتي أصبحت موضوع مشكلة، مما أثار سخط والدها. نظرًا لكونها أكبر سناً، فهي أول بنات الملكة ميرسيليدا حيث ينمو جناحيها.
في الأنيمي، أدركت أسوها تراثها الكامبيوني، وبعد لقاء صدفة مع والدتها، الملكة وعلاقتها غير الشقيقة بأستروتي. ومع ذلك، حسب تعليمات والدها وجوديت، فإنها تبقي المسألة سرية. في المانجا تدرك أن والدتها هي الملكة، وبعد أن نما جناحاها أخيراً، أخبرت هي وناويا أستروتي حقيقة تراثها. شعرت لوتي بالصدمة والغضب لأن هذا الامر بقي سراً عليها بينما كان الجميع يعرفون الحقيقة، أمرت لوتي الاثنين بالمغادرة رغم أن أسوها أعلنت أنها لا تزال تحب لوتي بغض النظر عما إذا كانت مكروهة في نظرها لكن لوتي تقرر ان تغفر لهما في اليوم التالي.

### شعب ارض يجفار / سكان يجفارلاند

#### قلعة لوتي
جوديت او يوديت سنورفيك (باليابانية : ユーディット・スノーレヴィク ينطق باليابانية : يوديتو سنولفيكو )
أداء صوتي: هيتومي ناباتامي
هي رئيسة موظفين لوتي وتعد وصيفة الأميرة لوتي تشعر جوديت بالقلق والواجب إزاء كره لوتي القوي للرجال لأن هذا قد يؤثر أيضًا على صحة الأميرة في المستقبل. ولهذا السبب، تشعر بسعادة غامرة عندما تطلب لوتي بأن ينضم ذكرًا بشري إلي الهريم الخاصين بها. على الرغم من أن لوتي مخادعة، إلا أن جوديت تصمد وتجلب نوايا إلى عالم الفاهيمر عبر شجرة العالم. بصفتها رئيسة لموظفي لوتي، عادةً ما يأتي ناويا إلى جوديت للحصول على المشورة أو المعلومات العامة في عالم الوحوش. كما أنها تُذكّر ناويا باستمرار بالسبب لتوظيفه في هذا المكان وهو ان «يسمح لـ (استروتي) بامتصاص بذرة الحياة أي (سائله المنوي)». وهذا يعني ضمنيا بشدة أن جوديت لديها الأذواق الغريبة في المسائل المتعلقة بالجنس، وأنها حتى تحافظ على غرفة كاملة بأدواتها السادية المازوخية. تم تعيينها كوصيفة لوتي من قبل ميرسيليدا قبل 10 سنوات عندما كانت لوتي عمرها عام واحد فقط. في ذلك الوقت، كانت حاملاً لطفلة رضيع، لكنها لم تكن تعرف من كان والدها لأنها كانت لها علاقات مع العديد من الرجال. على الرغم من استعدادها للولادة لطفلها، فقد جعلتها عائلتها تتخلى عن هذه الرغبة وبالتالي تسبب لها في نقل حبها الأبوي إلى لوتي. ومع مرور السنين، كانت جوديت تحب لوتي كشخصها وليس فقط كشخصية ابنتها.
أولاف فريدمار (باليابانية : オラフ・フリズマール ينطق باليابانية  : أوراف فليسمالو)
أداء صوتي: تشو (ممثل ياباني)
هو كبير خدم في قصر لوتي، وهو الذي كان رئيس موظفيها السابق قبل ان يتم استبداله بجوديت. أولاف هو الموظف الذكور الوحيد في قلعة لوتي قبل أن يأتي ناويا لخدمة لوتي في هريمها الخاص. لوتي تسمح له بالعمل في القلعة كإثارة (جزئياً لأنه يشبه جدها ولكن بسبب كونه كبيراً بدرجة كافية ليكون جدًا لكنه يرفض الاعتراف بذلك). يظهر هذا عندما يصاب أثناء القيام بشيء ما مثل إيذاء ظهره أثناء عمله في البستان ويتطلبه ذلك الراحة في الفراش على الفور. إنه يشعر بالقلق إزاء كراهية لوتي للرجال مثل جوديث. يتصرف أولاف كجد جد فخور تجاه لوتي ويصبح عاطفيًا جدًا عندما تحاول لوتي أن تصبح أكثر نضجاً .
جريسيلدا ريجنهارد (باليابانية : グリゼルダ・レギンハルト ينطق باليابانية : جوليسرودا ليجينهالودو )
أداء صوتي: أيومي فوجيمورا
تعرف بأختصار زيلدا (باليابانية : ゼルダ تنطق باليابانية : زوريدا) هي رئيسة الأمن الحالية في قصر لوتي. مثلها مثل جميع الموظفين الآخرين الذين يخدمون الاميرة لوتي، فإنها تشعر بالقلق إزاء كره لوتي للرجال، رغم أنها تفضل التعاطف مع الأميرة بدلاً من توبيخها. إنها عادة ما تعمل كصديقة أو مستشارة للوتي كلما كانت لوتي مضطربة. غالبًا ما يرتدي تابعي غريسيلدا ملابس كاشفة للغاية، مما يثير حرجها الشديد. في المانجا، يبدو أن غريسيلدا تكن ضغينة ضد ناويا من أول لقاء لها ولكنها أصبح لديها مشاعر أعجاب نحوه (وبالتالي تتصرف بمثابة تسوندري، مثل لوتي)، على الرغم من أن إساءة معاملتها لنوايا لكن ناويا يتخذ شكلًا من أشكال التشهير أو يسيء إليه في رسائل إلى سيدها وتبدو متزعزعة للغاية بسبب صدرها المسطح. تُرى غريسيلدا عادةً وهي تراقب الأميرة وأسوها وناويا مع إيفي أو جوديت.
في الفصل 21 من المانجا، تشتبه زيلدا في أن العلاقة بين ناويا وأستروتي باعتبارها أقرب إلى علاقة «الأب وابنتة المدللة»، وهذا بعيد كل البعد عن أدوارهما الرسمية كخادم وعشيقتة.
الفريدا ميرياسدوتير (باليابانية エルフレダ・ミルヤスドッティル  تنطق باليابانية : أيلفوليدا ميلوياسوتوتيلو)
أداء صوتي: يوي هوريه
تعرف بأختصار إيفّي (باليابانية : エフィ تنطق باليابانية : إيفي) الفيريدا هي أيضًا جزء من موظفات لوتي من الإناث فقط. انها مشهورة جدا بسبب ثدييها الضخمين جدا، عندما قابلها ناويا لأول مرة أستحي من مظهرها المثير للغاية.تعد إيفي هي أيضًا واحدة من المقربات من لوتي، وهي جريسيلدا، فهي تنحدر من سلالة تشبه الابقار نوعاً ما وباعتبارها أنثى، فهي قادرة على إنتاج قدر ما تشتهيه من الحليب حتى دون أن تنجب. حليبها من أعلى مستويات الجودة ومن يشرب من حليبها فقط هي لوتي . وعادة ما تُرى إيفي وهي ترتدي ملابس خادمة، إلى جانب جرس حول رقبتها (إشارة إلى سلالتها البقرية التي تنحدر منها) وهي مسؤولة عن الحفاظ على إمدادات حليب بالقلعة. عادةً ما يكون إيفي لطيفًا، ولكن يمكن أن تكون منحرفة قليلاً في بعض الأحيان، وشعرت بالحرج من ناويا حتى اعتدت على وجوده في القلعة. عادة ما تُرى إيفي مع غريسيلدا أو جوديت، يراقبون الأميرة وأسوها وناويا. في الفصل 20 من المانجا، ذكرت إيفي أن أختها الكبرى، إيدا، كانت مرضعة ميسترون السابقة.
كوتفريدا (باليابانية クートフレダ تنطق باليابانية : كوتوفوليدا)
أداء صوتي: ميساكي سوزوكي
كوتفريدا تعرف بأختصار كو (باليابانية :クー تنطق باليابانية : كوّ) ، هي خادمة في توظيف لوت. يبدو أنها أقل تواتراً من الخدم الآخرين، لكنها تبدو الوحيدة في القلعة التي تعمل بشكل طبيعي. انها من نفس البلد التي ينتمي لها شعب السفارثيد Svarthæð هم عبارة عن جنس يسمي نوت ألفور (الجان اليلي) كالأمير سيجورد Sigurd. لقد دخلت قلعة لوتي عندما حاول تاجر رقيق بيعها للأميرة، ولم تدرك أن النبيلة التي تركب العربة كان في الواقع لوتي، التي كان غاضبًا جدًا من انتهاك قانون مكافحة الرقيق في بلدها. كو في الاصل كانت عبدة حيث ان كل من سلالة ألفور (الجان الاعلي) وسلالة نوت ألفور (الجان اليلي) تستنكر وجود أطفال نصف سلالة بين الاثنين أكثر من أعضاء السباق الآخر (مع بعض الاستثناءات البارزة). لون بشرة كو كانت الوسيط بين سلالة ألفور وسلالة نوت ألفور هو دليل على نسبها المختلطة. بعد أن تم إنقاذها، قررت كو البقاء والعمل مع لوتي لأن الأميرة وموظفي القلعة قاموا بتقديرها ولم يهتموا بنسبها أو بأصلها.
كريت تريديس (باليابانية : クリエート・トレイディス ينطق باليابانية : كوليتو توليديسو )
تم تعيينها كواحدة من خادمات القلعة في محاولة لمساعدة الأمير سيجورد في تخريب علاقة لوتي مع ناويا. مثل كو هي أيضاَ هجينة من تزاوج ألفور ونوت ألفور على الرغم من أن هذا واضح كخليط من الجلد الأفتح والغماق في شكل «بذلة سباحة ذات خط تان» بدلاً من الالوان المداخلة مثل كو. تم الكشف لاحقًا عن أنها الابنة غير الشرعية للنوت ألفور الملك سفين سفارثهايتس ملك شعب السفارثيد، التي لا يعلم كل من هيلغا وسيجورد بها، ولكنهما يتعاملان معها كأختهما الصغيرة. وجزء من السبب الذي يجعل كريت ترغب في الحصول على وظيفة هو الاعتماد على ذاتها بدلاً من العيش فقط على بدلها بعد وفاة والدتها قبل عام واحد. بعد أن تم الكشف عن نسبها المختلط، اكتشفت أن جوديت ولوتي كانوا على دراية بهوية بوالدتها (بما في ذلك كونها ابنة سفين سفارثهايتس) عندما استأجروها، لكن لم يكن لديهم مشكلة في ذلك.و قررت مواصلة العمل في القلعة لأنها تشعر بأن في القلعة فيها«دفئ» (ناويا يقول أن بشرتها تبدو جميلة ولم تؤذيها أيضًا). على هذا النحو، لم تعد تُخفي نسبها المختلط وتعترف بكونها هجينة، ويبدو أنها أخذت تضايق ناويا من حين لآخر. ومع ذلك، كريت لديها ذكريات مؤلمة من السفر مع والدتها بينما تخفي نسبها المختلط، وعلى الرغم من أن إخوتها ووالدها قبلوها، فإن بلدتها لم تقبلها . وبالإضافة لذلك إنها شخصية حصرية للمانجا ولا تظهر في الأنيمي.

#### البرج العاجي
إنغريد سورفيك ثورجريمس (باليابانية : イングリッド・ソルヴェイク・ソルグリムス تنطق باليابانية : إنجوليدو سولوفيكو سولوجوليموسو
)
أداء صوتي: تشيوا سايتو
تلقب بـ إيني (イニ) من قبل أسوها، إنغريد هي أكثر الكائنات ذكاءً في عالم الوحش علي الرغم أنها تبلغ من العمر 7 سنوات فقط. توفي والدها، الحكيم البالغ من العمر 300 عام، قبل خمس سنوات من القصة. في المانجا، أوضحت أن والدها كان يقوم بنقل الذاكرة عندما كانت أصغر سنا، مما أعطاها كل معرفته المتراكمة. على هذا النحو، فهي تعرف كل شيء تقريبًا نظرًا لأنها دائمًا ما تقرأ الكتب وتكتشف أشياء جديدة. ومع ذلك، فقد عاشت حياة منعزلة للغاية، وتميل إلى الحس السليم والمهارات الاجتماعية.
تم تقديمها عندما سافر كل من ناويا وأسوها إلى برجها بحثًا عن المساعدة لإعادة لوتي إلى عالم الوحوش لان برجها يحتوي على شماعات باب الأرانب وفتحة بريد ولكي تتمكن من الوصول إليها، يتعين على المدّعي تقديم إجابة للغزًا مقدمًا. تمكنت أسوها من «حل» اللغز عن طريق الإجابة بطريقة غير قياسية بحيث لفت انتباه إيني.
يبدو انها قد أصبح لديها مشاعر اعجاب نحو ناويا، كما هو موضح عندما قبلته في الفصل 9 من المانغا. بعد أن اقتربت ببرجها من قلعة لوتي ، قدمت إيني نفسها كعشيقته كثيرًا وهذا تسبب في تشويش وانزعاج للوتي.
سورفيك أوتو سرجرميس (باليابانية : ソルヴェイク・オットー・ソルグリムス يقرأ باليابانية : سولوفيكو أوتو سولوجوليموسو)
يعد سورفيك هو الحكيم الكبير السابق للبرج العاجي وهو إنغريد الذي توفي قبل خمس سنوات من احداث القصة. ولقد جمع كل المعرفة تقريبًا في العالم ، ونقل هذه المعرفة إلى ابنته الصغيرة قبل وفاته الظاهرة. كان معروفًا أنه يبلغ من العمر 300 عامًا ، وكان الشخص الذي بحث عنه ناويا وأسوها في البداية.

#### قلعة رينيرد
الملكة ميرسيليد يغفار الاولي (باليابانية メルチェリーダ・ユグヴァール تنطق باليابانية  : ميلوتشيليدا يوغوفالو )
أداء صوتي: يوكو ميناغوتشي
هي والدة لوتي وأسوها وهي امرأة ساحرة. وهي أمراءة شديد الاختلاط ، حتى في حالة الشحوب. الهريم الخاص بها يحتوي على أكثر من 3000 رجل من مختلف الأعراق ، ويعملون كجيشها الخاص. ليست لديها أي مشكلة في ان تكون سُحاقية وتقبل النساء ، كما يظهر عندما تذهب هي وأورسولا إلى الشاطئ. لقد نامت ذات مرة مع رجل من هريمها بينما كانت لوتي (التي كانت في الخامسة من عمرها) في السرير معها ، وقد نسيت أن لوتي كانت نائمة في مكان قريب. لقد تغير هذا الأمر قليلاً في الأنيمي ، فبدلاً من الرجل الذي لم يكن له مثيل عندما كانت لوتي في السرير مع والدتها ، جاء عندما كانت أستاروتي متوجهة إلى غرفة والدتها ، بحيث لم تعرف والدتها أنها كانت هناك. وفي كلتا الحالتين ، كانت هذه التجربة أساس صدمة بالنسبة لأستروتي وهي أصل كراهية تجاه الرجال. بسبب جدولها المزدحم باستمرار ، ليس لديها وقت كافٍ لقضاء مع استروتي مما يجعلها تتصف نفسها بأنها أم سيئة. على الرغم من ذلك ، فهي تعلم أنها محبوبة للغاية من قبل بناتها ، وبالتالي فهي تبذل قصارى جهدها لإتاحة الوقت لهن ، خاصة بعد عودة أسوها.
يظهر في ذكريات الماضي أن ميرسيليدا لم ترغب في أن تصبح ملكة ، لكنها أُجبرت على الصعود إلى العرش عندما سممت شقيقتاها الأكبر سناً بعضهما البعض من اجل العرش. سافرت إلى العالم البشري لتفادي مسؤولياتها ، لكنها اكتشفت أن العالم البشري (والإنسانية ككل) فقير إلى حد ما من ناحية تواجد مصدر حياة السعلوات (المني)، مما تركها بلا مصدر للطاقة ولا توجد وسيلة للعودة إلى المنزل. لحسن الحظ ، قابلت ناويا البالغ من العمر 12 عامًا ، والذي كان يمتلك قدرًا هائلاً من القوة السحرية التي تحتاجها ، والتي تمكنت استهلاكها أثناء استخدام السحر لجعله ينام خلال الحدث بأكمله.و لسوء الحظ ، في تعجلها ، لم تقم بإعداد تعويذة لمنع الحمل ، وأصبحت حاملًا في أزوهاريت. بعد 3 سنوات أحضرت أسوها للعيش مع والدها ناويا على الأرض من أجل تجنب انخراط ابنتيها في صراع مماثل علي العرض مثلما فعلت شقيتها الكبرتين. عندما علمت أن ناويا أنتقل للعيش في عالم الوحوش ، فقد تبين أنها لا تزال لديها مشاعر تجاهه وتدعوه «عزيزي» بمودة. كما أنها تحاول إغواءه عندما يجتمعون ولكن يتم فشل هذه المحاولات .
أورسولا سومارلثي (باليابانية : ウルスラ・シュマルリージ ينطق باليابانية : أولوسولا شومالوليجي)
أداء صوتي: يوكو كايدا
اورسولا هي صديقة الملكة ميرسيليدا وحارستها الشخصية. في المانجا وأنيمي ، تكن للملكة مشاعر حب واعجاب . في المانجا ، خلال فصل الشاطئ ، شوهدت عارية تماماً وكشفت أنها خنثى. وتم قص هذا في الأنيمي . ومع ذلك ، فمن الواضح أن أورسولا قد تمكنت بالفعل من الكشف بمهارة عن مشاعرها لميرسيليدا (التي ترد بالمثل على نحو مدهش) عندما تثق ميرسليدا في أورسولا حول كيف أن حياة ميرسيليدا الرومانسية عالقة في نوع من الروتين رغم وجود هريم ميرسليدا. حاولت الاثنين تبادل قُبلة سُحاقية لكن تتم مقاطعتهما في الوقت المناسب. أورسولا تنتمي لجنس الفارهوند (نوع من الكلاب).
ايسولد (باليابانية : イソルド تنطق باليابانية : إيسولودو )
أداء صوتي: ناو توياما
غير معروف عن إيسولد أنها مراهقة ذات عيون خضراء وشعر أخضر طوله يصل رقبتها .و لديها أذنين فريدة من نوعها
كيليك سيجفالدي
هو شخصية حصرية المانغا فقط ، كيليك هو عقيد في جيش ميرسيليدا. ومع ذلك فهو ضعيف وجبان وغير كفء (وهذا شيء يعترف به تمامًا). وصل إلى رتبته الحالية من خلال النوم مع ضابطاته الرئيسيات وزوجات الذكور الذين يخدم معهم في جيش ميرسيليدا. لكن هذه الممارسة دفعته إلى أبعد ما يستطيع ، وحاول أن يتقدم للأعلى بإغواء لوتي .حيث أنه فشلاً ذريعًا بسبب كراهيتها للرجال. يمكن لكيليك بسهولة أن يعيش حياة ترف إذا انضم إلى هريم الملكة ، لكنه يرغب في الحصول على سلطة أكثر من الثروة نفسها (بسبب ولادته فلاحًا وليس نبيلًا). على الرغم من نمط حياته البذيء ، إلا أنه يتميز بقضيب صغير ، على الأقل بالمقارنة مع ناويا وأورسولا .
إلدور إميلسون
إلدور هو ملازم أول وتابع لكيليك. على الرغم من كونه مؤهلًا فعليًا في وظيفته ويشعر بالحرج من طبيعة رئيسه كيليك ، يبدو أنه لا يواجه مشكلة في مساعدة كيليك في مخططاته أو تنفيذ العقوبات معه عندما يفشل (على الرغم من أنه يحاول أن يكون صوت العقل لكيليك). أورسولا هي ابنة عمه الكبري ، ويشار إليها على أنها «أخته»، مما يعني وجود علاقة وثيقة نسبيًا بينهما .

#### الأكاديمية الملكية
إيريكا دراكول درابينيز (باليابانية : エリカ・ドラクール・ドレイプニルス تنطق باليالبانية : أيليكا دولوكولو دوليبونيلوسو)
أداء صوتي: يوكو غوتو
إريكا هي ابنة البارون وهي تنحدر من السلالة النبيل من مصاصي الدماء. هي واحدة من أصدقاء لوتي واسوها على الرغم من أن إيريكا ولوتي قريبتان إلى كونهما متنافستين ، حيث غالباً ما تعتني هي وأسوها برعاية لوتي أو يخططون معًا. خلال احتفالات يغفار لاند ، تنضم إلى أصدقاء لوتي وأسوها في التشجيع على أداء الاخيرتين. على الرغم من أن إريكا فخورة جدًا بنسبها العريق الذي ينتمي لمصاصي الدماء ، إلا أنها تهتم بأصدقائها، علي الرغم أنها تنفي ذلك بشدة. تشبه لوتي بشده في هذا الامر من حيث أن كلاهما لديهما اتجاهات لكونهما تسونديري ، على الرغم من أن إريكا أكبر سناً من لوتي ، فهي ليست مصاصة دماء ناضجة ، ستحتاج إيريكا قريبًا إلى البدء في استهلاك الدم بانتظام للحفاظ على نفسها ، على الرغم من أنها في المانجا تدعي أنها لا تزال تستطيع الاعتماد إلى شرب عصير الطماطم لفترة أطول.
لأسباب غير معروفة ، تشعر إريكا بالغيرة والشعور بالإحباط عندما تسمع أن أستاروتي وناويا يخرجان في موعد أو يعززان علاقتهما.
ميسترون أسجريم (باليابانية : ミストルーン・アウスグリム تنطق باليابانية : ميسوتولون أوسوجوليمو)
أداء صوتي: ميو ماتسوكي
ميسترون تُعرف بـميست (باليابانية ミスト تنطق باليابانية : ميستو) باختصار هي أحدي أصدقاء أسوها ولوتي هي ابنة فيكونت ومعروفة لأنها حصلت على أكبر تمثال نصفي بين مجموعة أصدقائها كانت كل من ميسترون وأصدقاؤها مترددين في البداية من الاقتراب من لوتي بسبب انها اميرة ، ولكن من خلال علاقتها بأسوها ، أصبحوا أصدقاء للوتي في النهاية. مسيت فتاة في الرابعة عشرة من عمرها ، تعد ميست أكبر واحدة في أصدقائها ، ويكسبها عمرها شخصية ناضجة وهذا ما يثير غيرة الفتيات الأخريات. الفتيات الأخريات تعرضن لسوء الفهم لأن تمثال ميست النصفي الكبير يرجع إلى رعايتها لإيدا ، أخت أيفي الكبرى. ميسترون هي أيضا الأكثر تردد بين الفتيات ، على الرغم من أنها عادة ما تمكنت من الحفاظ على هذا الجانب منها مخفيًا. وأصبح لديها مشاعر اعجاب تجاه ناويا بعد أن زار مدرسة البنات.
اونبيروخ سيجنر (باليابانية : ユンビョルク・シグナル  تنتطق باليابانية : يونبيولكو شيجونالو)
أداء صوتي: ريو هيروهاشي
اونبيروخ تعرف بأسم يونا (ユナ) باختصار ، هي أحدي أصدقاء لوتي وأسوها . لديها شعر أخضر قصير وهي رفيعة وطويلة القامة. اونبيروخ هي عمومًا واحدة من أكثر أصدقاء لوتي تمتاز بكونها هادئة وتتصرف بعقلانية حتي في أصعب المواقف ، رغم أنها تميل إلى الانزعاج كلما علق أحدهم على صدرها المسطح. كانت أول من صدق أن الرضاعة مباشرة من صدر الجنية الألبان بعد الاستحمام سيجعل صدرها أكبر. ولقد تم التلميح إلى أن يونا هي من سلالة الجنيات النبيلة.
تعد يونا موضوع عدم تناسق فني بين المانجا وأنيمي. حيث ان شعرها أزرق الداكن في المانغا ، بينما تصور في الأنيمي ذات شعر أخضر.
لوكا أُستري (باليابانية : リュッカ・エイストリ ينطق باليابانية : ريوكا إيسوتوري)
أداء صوتي: يوي هاتانو
لوكا هي واحدة من أصدقاء لوتي وأسوها. هي أميرة شابة من المملكة الشمالية ديفيرجور Dvergur (مملكة الاقزام الشمالية). تشمل ميزاتها البارزة حجمها الصغير (بحيث ان حجمها أصغر من أسوها ولوتي) وشعر بني مع حواجب كثيفة مطابقة. من الممكن أن تنحدر لوكا من قبيلة برية لأنها اعترفت بأنها لم ترتدي سراويل داخلية قبل مجيئها إلى يغفرلاند. وإنها تميل دائمًا إلى تصديق معظم أكاذيب اسوها البيضاء (على سبيل المثال ، قالت أسوها أنها عند ارتداء اليوكاتا، لا ينبغي علي المرء أن يرتدي السراويل الداخلية، وعندما تمر بإيريكا ، تقلب لوكا تنورة إيريكا ونتيجة هذا يغضب ناويا من جهل ابنته اسوها المزعوم). ذكرت أنبورغ أن لوكا تبقى في قصرها. تنحدر لوكا من السلالة النبيلة لدفيرجور (وهذا الذي يفسر حجمها الصغيرة وسلوكياتها في تناول الطعام بطرق غير التقليدية)، ولهذا والدة يونا تتمتع بجعلها ترتدي ملابسها التي تتميز بانها مزخرفة بشكل رائع علي انها «هواية وتسلية».
إنغا نيوهالي (باليابانية : エンヤ・ニウハーレ تقرأ باليابانية : إنيا نيوهاري)
أداء صوتي: ناومي شيندو
إنغا هي مديرة المدرسة التي تبدو كشابة مثلما كانت مرسيليدا طالبة. ويرجع ذلك إلى كونها فورتوفا Vartófa (الثعلبة) حيث أن فترة المراهقة لوريثة الأنواع تستمر حتي 30 سنة.
مينا (ياليابانية : ミーナ تنطق باليابانية : مينا)
أداء صوتي: تيتسوهارو أوتا

### شعب السفارثيد
شعب السفارثيد Svarthæð هم عبارة عن جنس يسمي نوت ألفور Nôtt Álfur (الجان الليلي) الذين أتوا أصلاً من عالم آخر يدعي عالم سفارتالفهيمر Svartálfheimr ، الذي كان مرتبطًا في الماضي مع عالم ألفهيمر Álfheimr.
سفين سفارثهايتس (باليابانية スヴェイン・スヴァルトヘイズ تقرأ باليابانية : سوفين سوفاروتوهيزو)
سفين سفارثهايتس هو ملك بلاد السفارثهايتس Svarthæð والد روريكRúrik وهيلجا Helga وسيجورد Sigurð وكريات Criet.
روريك سوفينسون  سفارثهايتس (باليابانية ルーリック・スヴェインソン・スヴァルトヘイズ ينطق باليابانية : روريكو سوفينسون سوفاروتوهيزو)
روريك هو أول أمير لـشعب سفارثهيتس Svarthæð ، ويبدو أنه ظل مقيدًا بسبب هواياته التي يبدو أنها أكثر إهانة من تصرفات سيجورد وحفلاته. علاقته مع كريت غير معروفة ، لكن خلال الحفلة ، ظهر بأنه تحرش جنسياً بأخته هيلغا قبل أن يطلق عليها اسم نويا «بطريق الخطأ» فتح غطاء الشمبانيا ليقاطع هذا الحدث مرحه. في المانجا شخصيته تظهر بانه فتي منحرف وسادي.
ثورهيلجا سفارثهايتس (باليابانية : ソルヘルガ・スヴァルトヘイズ تنطق باليابانية : سوروهيروجا سوفارودوهيزو)
أداء صوتي: ريوكو شيرايشي
ثورهيلجا ، الملقبة باختصار هيلجا ، هي أميرة شعب سفارثهايتس وهي أخت سيجورد الكبري المثير للقلق. مثل سيجورد نفسه تعرف هيلجا كيف تقاتل وتدافع عن نفسها ، لكن على عكسه هو ، تأخذ مسؤولياتها بنفسها بأكثر بجدية . تقضي هيلجا الكثير من وقتها لمنع سيجورد من التسبب في الكثير من المتاعب. أصبح لديها مشاعر تجاخ ناويا بعد أن أنقذها من تحرش اخيها روريك في الحفلة دون تقديم مشهد كبير أو التسبب في صنع حادثة. تصبح مشاعرها ملتهبة أكثر عندما رأت مدى قوة تمسكه بمثله حتى عندما تم
اختباره ، لدرجة أن كريت صدمت عندما رأت أنها تتصرف وكأنها مراهقة مريضة قبلما تقارنها بنفسها . شعرت هيلغا بالاكتئاب الشديد عندما اكتشفت أن لدي ناويا ابنة.
سيجورد سوفينسون  سفارثهايتس (باليابانية : シグルド・スヴェインソン・スヴァルトヘイズ ينطق باليابانية : شيجورودو سوفويسون سوفاروتوهيزو)
أداء صوتي: هيرويوكي يوشينو
سيجورد هو الأمير الثاني لشعب سفارثهايتس قبل ان يتم نقله إلى أكاديمية لوتي ، قضى سيجورد وقته وقام بتبديد أمواله على الشرب والفتيات. التقى بلوتي أولاً في أحد زوايا الشوارع ، ووقع في حبها من النظرة الأولى ، لكن أسوها رفضته على الفور. وغالبا ما يعتبر ذئب بسبب سلوكياته. وضعت المدرسة علامات تحذير من هذا المنحرف"Pervert" ووجهه عليه بجانب الفتيات ، بإذن من دورا Dóra، أحد حراس سيجورد المقلقين. عندما تسلل سيجورد نحو الفتيات ، يلتقي أسوها مرة أخرى ، التي قامت بوصفه بأنه منحرف. عندما يكتشف سيجورد
أن ناويا جزءاً من هريم لوتي ، يعلن على الفور أنه منافس له على يد لوتي بصرف النظر عن ميوله المنحرفة ، فإن سيجورد هو جنرال مشهور ومحترم في المعركة. ومن المفارقات أنه على الرغم من أنه تدرب في أكاديمية عسكرية صارمة ، فإن سيجورد يواصل التصرف وفقًا لقواعده الخاصة ويستخدم المهارات التي تعلمها في الجيش في الغالب لمطاردة جماعة لوتي أو الهرب من إشراف دورا. على الرغم من كل هذا ، فهو طباخ جيد بشكل مدهش ، حيث قيل له باستمرار إن تجديد جسد الشخص بسرعة أمر مهم لتحقيق النصر. في المانجا تضع هيلغا حلقة خاصة عليه يمكن لدورا تنشيطها إذا شعرت أنه أصبح في حالة من الغرابة ويحتاج إلى السيطرة عليه.
إيسادورا فينزدوتير (باليابانية : イサドーラ・フィンスドッティル تنطق باليابانية : إيسادولا فينسودوتيلو)
أداء صوتي: كانا أسومي
إيسادورا تعرف بـدورا بأختصار وهي حاجبة الملك تعمل مشرفة علي سيجورد . إنها مرتبطة بشكل كبير بـسيجورد وهيلجا بناء علي الأوامر التي اخذتها من هيلجا لمراقبة سيجورد وذلك لكبحه بحسب الحاجة بناءً على حكمها الخاص. إذا شعرت أنه من الضروري أن ترتدي تعويذة لتنشط الحلقة التي يرتديها سيجورود لكبحه بالقوة. ودورا تفكر بخصوص شموخ لوتي ولكن تعتمد عليها أساس مستوى نضجها في السيطرة على تصرفات سيغورد الغريبة ، من المحتمل أن تكون أكبر سناً ببضع سنوات. لكنها ترتدي دائمًا عصابة العين فتعد هذه العصابة كنزها الخاص لأنها هدية من سيجورد لذلك تعتز بها.

## وسائل الإعلام

### المانجا
بدأت المانغا الأصلية لـ يوي هاجا بالظهور في مجلة Dengeki Maoh التابعة لشركة ASCII Media Works اليابانية في الفترة من يوليو 2007 إلى ديسمبر 2013.

### لعبة الفيديو
تظهر لوتي في لعبة تحت اسم Disgaea 4: A Promise Unforgotten والتي تعني ديسايجا 4 : وعد غير منسي لمنصة بلاستيشن 3 باعتبارها الشخصية البارزة للسحر الاوميجا ايس Omega Ice.

### الأنمي
تم الإعلان عن إنتاج سلسلة من الأنمي تحت عنوان استاروتي نو اوموتشا! (باليابانية : アスタロッテのおもちゃ！ الذي يعني بالعربية : لعبة استاروتي) بدأ بث السلسلة علي تلفاز تشيبا تي في وتلفيزيون كاناغاوا في 10 أبريل 2011، مع عمليات البث اللاحقة على قناة سون تي في وتيلفيزيون سايتاما وتلفيزيون طوكيو ام اكس وقناة كي بي اس كيوتو وتي في آيشي وقناة نيكو نيكو وقناة بانداي وآي تي -إكس. تم إنتاج هذه السلسلة واخراجها من قبل استيديو ديوميديا، وهي من إخراج فوميتوشي أويزاكي ، سلسلة من تأليف ديكو أكاو ، الموسيقى من إنتاج توينباور ، تصميم الشخصيات من قبل ماي أوتسوكا ، وإنتاج غورو شينجوكو ، غون فوكودا ، ناوكي إيجيما ، تاكاشي كيكويا وتاتسويا إيشيجورو ، على التوالي بحيث تم إصدار 12 حلقة كل حلقة حوالي 23 دقيقة . وتم إصدار حلقة OVA بتاريخ 26 أغسطس 2011. الشارة الافتتاحية هو "Tenshi no CLOVER" (天使のCLOVER) من غناء إيمي ، وشارة النهاية هو "Manatsu no Photograph" (真夏のフォトグラフ) من غناء ازوسا .
هناك الكثير من الاختلافات بين الأنيمي مع بعض الأحداث بالمقارنة مع المانجا ، على سبيل المثال ، من بين أمور أخرى ، نقل منتزه الترفيه في وقت لاحق وتقديم زملاء لوتي في وقت أبكر بكثير في القصة ، بالإضافة إلى إضافة مخطط فرعي حول حصول لوتي علي وشم سحري على ظهرها يكشف عن أنها على وشك الوصول لسن البلوغ. تم إعادة كتابة هذا الحبكة الدرامية في المانجا.

#### قائمة الحلقات
| ترتيب الحلقة                                                                                      | اسم الحلقة بالياباني         | اسم الحلقة بالعربي            | تاريخ بث الحلقة لاول مرة |
| ------------------------------------------------------------------------------------------------- | ---------------------------- | ----------------------------- | ------------------------ |
| 01                                                                                                | 出会いのエクスクラメーション | لقائنا العجيب                 | 10 أبريل 2011            |
| 02                                                                                                | 初めてのセミコロン           | الفصل المنقوطة الاولي         | 17 أبريل 2011            |
| 03                                                                                                | すれ違いのパーレン           | اقواس التمرير                 | 24 أبريل 2011            |
| 04                                                                                                | パーティーのアンパサン       | حفلة العطف                    | 1 مايو 2011              |
| 05                                                                                                | 交差のクォーテーション       | تقدير العبور                  | 8 مايو 2011              |
| 6                                                                                                 | 戸惑いのカレット             | الضياع من الإقحام             | 15 مايو 2011             |
| 7                                                                                                 | 内緒のアポストロフィ         | الفاصلة السرية                | 22 مايو 2011             |
| 8                                                                                                 | 強気のカンマ                 | قوة الفاصلة                   | 29 مايو 2011             |
| 9                                                                                                 | 微熱のバックスラッシュ       | زكام خفيف                     | 5 يونيو 2011             |
| 10                                                                                                | 隣同士のフィスト             | القبضة القريبة                | 12 يونيو 2011            |
| 11                                                                                                | 二人っきりのフルストップ     | فقط نحن الاثنين               | 19 يونيو 2011            |
| 12                                                                                                | 空越しのアスタリスク         | نجمة ما بعد السماء            | 26 يونيو 2011            |
| OVA                                                                                               | アスタロッテのおもちゃ! EX   | لعبة أستروتي ! القصة الاضافية | 26 أغسطس 2011            |
| تنقسم هذه الاوفا إلي ثلاث حلقات وهي (1- من السعادة 2- سلاسل متوازية 3- الانهيار قبل أحدي عشر عام) |                              |                               |                          |

## روابط خارجية
- لوتي نو أوموتشا على موقع ANN manga (الإنجليزية)

## الوصلات خارجية
- لوتي نو أوموتشا في Dengeki كاريكاتير
- استاروتي نو أوموتشا أنيمي الموقع الرسمي
- لوتي نو أوموتشا (مانغا) في شبكة أخبار الأنمي
- لعبة أستروتي (أنمي) في شبكة أخبار الأنمي